# 戈登·海沃德
哥頓·丹尼爾·希活（英語：Gordon Daniel Hayward，1990年3月23日—），出生於美國印第安纳州的印第安納波利斯，為前美國職業籃球運動員，在2024年8月1日宣佈退休。他在2010年NBA选秀於首輪第九順位被猶他爵士選中，場上位置為小前鋒。
在效力巴特勒大學期間，希活帶領巴特勒大學鬥牛犬隊打進2010年NCAA一級男子籃球錦標賽總決賽，最終獲得亞軍。大二賽季結束後，希活投入選秀，成為巴特勒大學歷史上培養的第一位首輪新秀以及近年來的首位NBA球員。2016–17賽季，希活以場均21.9分5.4籃板3.5助攻的表現首次入選全明星陣容。
根據《福布斯》，海沃德是2020年年收入全球排名第52位的運動員（27,600,000美元）。

## 早年生活
希活擁有大前鋒的身材以及後衛的控球技術，這一優勢很大程度上得益於他的父親對他未來成長的嚴重誤判。他的父親哥頓·史考特·希活和他的母親茱蒂身高都只有5英尺10英寸（1.78米），因此他們相信兒子未來也就是一個身高平庸的人，於是希活的父親從小便督促他學習後衛應有的基本技術。根據體育評論員帕特·福德的說法：“這孩子一直在學習如何像後衛一樣打球，結果他卻擁有了大前鋒的身材。”
希活一開始在體育界嶄露頭角並不是在籃球場上，而是在網球方面。希活和他的雙胞胎姐姐希瑟·希活在2005年印第安納州網球公開賽搭檔參加了混雙比賽，並被當地的《印第安納波利斯星報》所報導。希瑟當時已經是高中網球校隊的第一單打選手，而希活很快也在一年後緊隨姐姐的腳步做到了這點，當時他們很期待追隨著父母的足跡考上普渡大學。儘管希活最初愛上的運動就是籃球，但他後來承認“面對未來我清楚地知道自己想在大學打籃球是不切實際的。”事實上，作為一個身高僅5英尺11英寸（1.80米）的高中一年級新生，他曾經認真考慮過退出籃球比賽以便把所有的精力集中在網球上，但是希活的母親鼓勵他再堅持多打一年籃球試試。
雙胞胎姐弟的計劃隨著希活的身高迅速竄升而發生了改變。在高二時他的身高迅速長到了6英尺4英寸（1.91米）；就在他幾乎放棄籃球的兩年之後，也就是高中的第三年，他的身高竟飆升到了6英尺7英寸（2.01米）；而當升上高中四年級後，希活的身高已經來到了6英尺8英寸，也就是終於達到了他後來在巴特勒大學時期的身高。很快地，希活逐漸在籃球和網球方面小有名氣，當希活即將畢業時，他同時收到了三份大學的獎學金邀請，分別是印第安納-普渡聯合大學印第安納波利斯分校、普渡大學以及巴特勒大學。最終他選擇了巴特勒大學，因為巴特勒大學鬥牛犬隊的訓練時間在清晨六點半，方便希活將籃球訓練和自己計算機工程專業的學習計劃以及與姐姐打網球的時間錯開。在希活選擇加入巴特勒大學之後，他在隨之而來的暑假中放棄了參加AAU籃球賽的機會，因為他必須將全身心投入網球訓練以奪取印第安納州高中網球錦標賽的冠軍。在那年他打出了26勝3敗的戰績，然而卻遺憾地輸掉了州錦標賽。

## 大學時期
希活出人意料地在大學第一年就為球隊帶來了立竿見影的變化。巴特勒大學鬥牛犬隊作為一支30勝的球隊失去了四名先發球員，並且在地平線聯盟中被預測為第五名。然而最後鬥牛犬隊卻以26勝5敗的戰績獲得了地平線聯盟的冠軍，希活場均能攻下13.1分和6.5個籃板，被評選為地平線聯盟年度最佳新人和地平線聯盟年度第一隊。
在休賽期，希活被選拔代表美國隊出戰在紐西蘭舉行的2009年U19世界青年籃球錦標賽。在匹茲堡大學教練傑米·迪克森的執教下，希活出人意料地成為冠軍隊中的明星，場均得到10分和5.7個籃板。比賽結束後，希活和隊友泰尚恩·泰勒一起入選錦標賽的“全明星陣容”。
在國際籃聯的賽場上初露鋒芒之後，希活在2009–10賽季成為約翰·伍登獎和奈史密斯學院年度最佳球員獎的有力競爭者，同時也在地平線聯盟的季前賽最佳評選中獨占鰲頭。在2009–10賽季，希活是地平線聯盟唯一在得分和籃板統計中都位列前五的球員，同時他在投籃命中率、罰球命中率、阻攻、進攻籃板、防守籃板、上場時間等技術統計中名列前十，特別是後場籃板數更是領銜全聯盟。賽季結束後，希活被評為地平線聯盟年度最佳籃球員，此外他還被《ESPN雜誌》提名為全美大學最佳陣容第三隊。
在2010年的NCAA錦標賽中，希活帶領球隊在錦標賽中先後淘汰了雪城大學橙人隊、堪薩斯州立大學野貓隊和去年第二名的密西根州立大學斯巴達人隊殺進決賽，在總決賽最後時刻希活兩次絕殺失敗，球隊敗給杜克大學藍魔隊而屈居亞軍。希活因其在錦標賽階段帶領球隊打進決賽而被授予西部賽區最有價值球員稱號，可惜僅差半步就能為巴特勒大學帶來隊史首座冠軍獎盃。

### 大學統計數據
| 賽季    | 大學       | 出賽 | 先發 | 上場時間 | 投篮命中率 | 三分球命中率 | 罚球命中率 | 篮板 | 助攻 | 抄截 | 阻攻 | 得分 |
| ------- | ---------- | ---- | ---- | -------- | ---------- | ------------ | ---------- | ---- | ---- | ---- | ---- | ---- |
| 2008–09 | 巴特勒大學 | 32   | 32   | 32.7     | 47.9       | 44.8         | 81.5       | 6.4  | 1.9  | 1.5  | 0.9  | 13.1 |
| 2009–10 | 巴特勒大學 | 37   | 37   | 33.5     | 46.4       | 29.4         | 82.9       | 8.2  | 1.7  | 1.1  | 0.8  | 15.5 |
| 生涯    |            | 69   | 69   | 33.1     | 47.0       | 36.9         | 82.4       | 7.4  | 1.8  | 1.3  | 0.9  | 14.4 |

## 選秀期間
當希活在U19世界青年籃球錦標賽上初次展露球星潛質之時，無數經紀人們開始給他的父母捎去口信，在表達對希活驚訝表現的同時更對希活的未來表示關注。他的父親對突如其來的選秀預期感到不知所措，但是他的母親卻覺得他們的孩子從心理上還沒有為此做好準備，從球技方面也還不足以在職業聯盟立足。最終希活的父母決定由父親出面盡量打探選秀的相關事宜，母親則為之祈禱。希活的父親與一些經紀人以及提前參加選秀的球員進行了交談，同時巴特勒大學鬥牛犬隊教練布拉德·史蒂文斯也和一些聯盟球探和總經理進行了溝通。各方面一致指向了一個結論——哥頓·希活在帶領巴特勒大學打進NCAA錦標賽的表現已經具備了前二十順位的選秀前景。希活的父母在錦標賽決賽結束後走出魯卡斯石油體育場時，他們就兒子的籃球未來進行了最後一次交換意見，希活的母親說：“如果上帝希望他去打NBA，就會讓他投進那一球的。”但是他的父親回應道：“已經無數次力挽狂瀾把巴特勒大學送進決賽，他還能被要求做得更多嗎？”
2010年4月14日，希活的父親通過《印第安納波利斯星報》宣布他的兒子將報名參加2010年NBA選秀，但是暫時還不會考慮聘請經紀人。當年輕的希活正在為了期末考試和選秀體測忙的分身乏術時，他的父親已經為了選擇未來的經紀人而準備了一份多達兩頁的調查問卷。馬克·巴特爾史坦（Mark Bartelstein）是那個在這些題海戰術中倖存的傢伙，於是他成為了希活的經紀人，回想起當時他回憶道：“這是我從業二十五年來經歷過的最匪夷所思的調查，很明顯他的父母不希望留有任何疏漏。”
希活在5月8日之前都有權利選擇退選並回到大學打球。但是在退選截止日前一天，他毅然發表了一份申明表示將留在選秀名單中並且放棄繼續在大學打球的資格，當時他被預估將在前二十順位被選中，且該行情直到選前也沒有發生變化。在申明將離開大學進入NBA的同時，希活表示他將繼續自己按時完成學位的計劃。2010年6月24日，希活在2010年NBA選秀大會中以第一輪第九順位被猶他爵士選中。他的家鄉球隊印第安納溜馬剛好被擋在一個順位之後，但是希活對於前往猶他依然表現得非常開心。在接受克雷格·塞格的採訪時他表示：“我知道那兒的球員（猶他爵士）打球都非常努力，那也將是我所背負的期望。”談到未能被家鄉球隊溜馬選中，“我只會為我所去的地方而感到興奮。為溜馬打球是一個夢，但我想這是所有長大在印第安納州孩子的第一選擇，只是因為你從小看著他們的比賽長大。但是到NBA打球是另外一個夢，能夠穿上猶他爵士的球衣將是一件非常特別的事。”儘管急需鋒線球員，但爵士依然選擇了希活的運動能力、控球技巧以及多功能性。凱文·奧康納和傑瑞·史隆都表示希活是個“聰明的球員，而且對比賽的感覺非常優秀。”

## 職業生涯

### 猶他爵士（2010−2017）

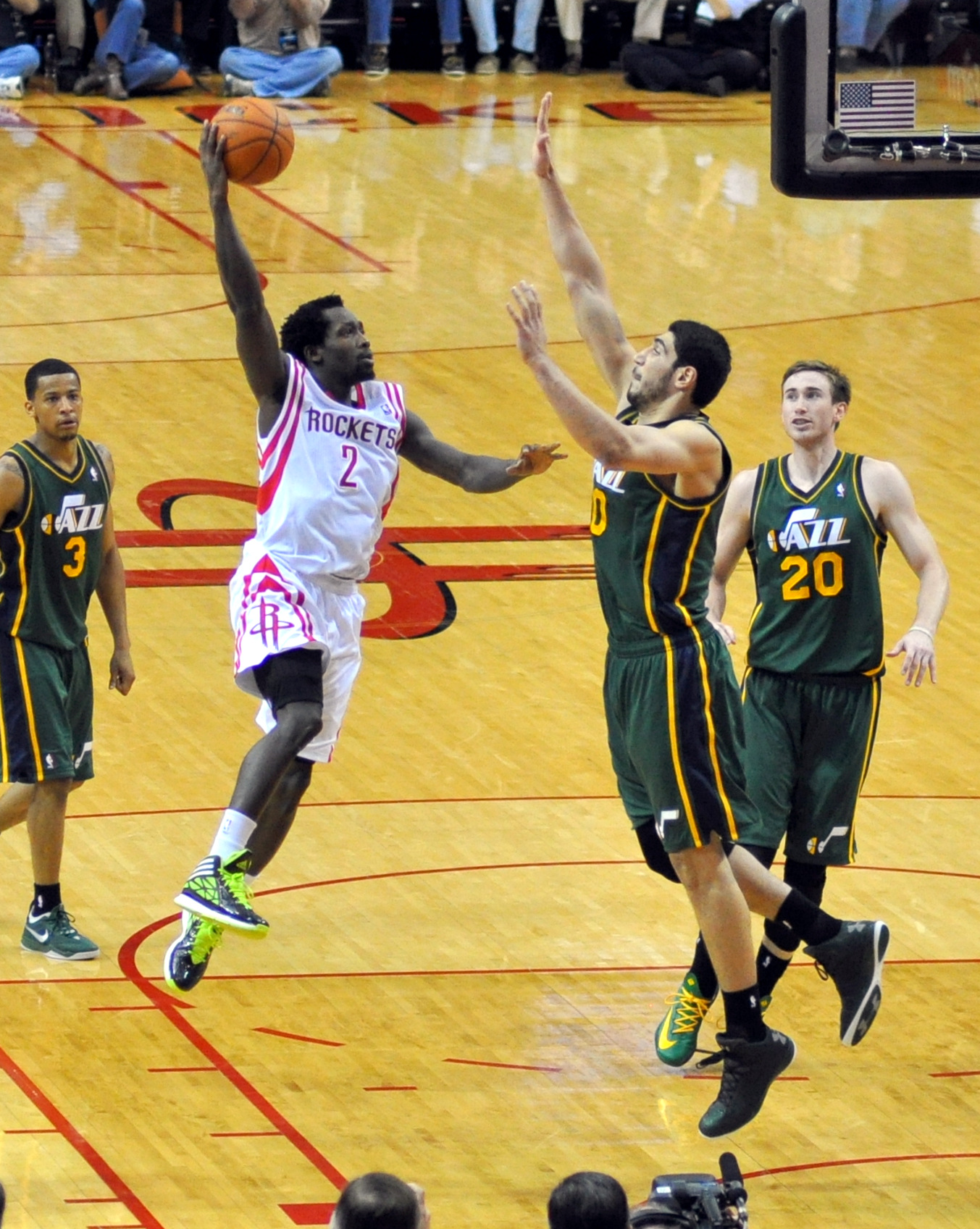
由左至右: 特雷·伯克、派屈克·貝弗利、埃內斯·坎特以及希活

希活在猶他爵士的新秀賽季中出席了72場比賽，場均5.4分，三分命中率為47％，並在最後的幾場比賽中打出了很好的表現。 2011年4月5日，他在對上洛杉磯湖人的比賽中攻下22分、6籃板和5助攻，他的防守迫使湖人球星科比·布萊恩打出了糟糕的表現（7次失誤，6場18投1中）。
2012年2月8日，希活被選中參加2012年NBA新秀挑戰賽。隸屬於巴克利隊。 該場比賽中，希活取得了14分。
2013年休賽期，爵士隊在失去了保羅·米爾薩普和艾爾·傑佛森的大部分進攻陣容，希活成為爵士隊的新建隊核心，但是2013-14賽季爵士隊的成績不甚理想，連續4年無緣晉級季後賽。 2014年1月7日，希活在與奧克拉荷馬雷霆的比賽中獲得了37分。
在2013-14賽季結束之後，希活成為受限制自由球員 。 2014年7月10日，希活從夏洛特黃蜂獲得了四年6300萬美元的報價。2014年7月12日，爵士重新與希活簽署合同。接下來的一個月，他被選為2014年世界盃籃球賽美國隊名單的決賽入圍者，但他並沒有入選最後的12人名單。
2014年11月14日，希活在與紐約尼克的比賽中獲得33分。
2016年1月18日，希活在與夏洛特黃蜂的比賽中獲得了36分。 同一天，他被選為2016年夏季奧林匹克運動會30人大名單入圍者。但是由於“家庭因素”，希活最終選擇退出。
2016年10月7日，希活左手手指骨折 ，錯過了2016-17賽季的前六場比賽。 他在11月6日首次亮相，在對上紐約尼克的比賽中率領爵士以114-109取得勝利。 1月26日，希活被選為2017年NBA全明星賽的西區替補球員，這是希活職業生涯中第一次入選NBA全明星賽，同時也是自2011年德隆·威廉斯之後，第二個入選全明星賽的爵士隊球員。
2017年2月9日，他在與達拉斯小牛的比賽中砍下了36分。在2017年3月2日，希活拿下職業生涯首次的38分，但該場比賽爵士以107-100輸給印第安納溜馬 。爵士主場以120-113戰勝了明尼苏达森林狼，2017年4月7日，希活上場39分鐘，22投14中，拿下職業生涯新高的39分，並貢獻3個籃板5次助攻2次抄截，率領爵士以120-113贏得比賽。希活在賽後接受採訪時說道：「你永遠不會想在自己的主場輸球，這樣你會讓這裡的球迷失望，特別是我們這樣的打球方式。」
2017年4月21日，爵士與快艇首輪季後賽第三戰，希活上場42分鐘，21投13中，拿下季後賽新高的40分，但爵士仍以111:106輸球，4月24日，首輪季後賽第四戰，賽前希活先發上陣，卻因食物中毒不斷腹瀉導致身體不適而提前退場。留下3分、2籃板的成績。球隊表示他因為食物中毒，此戰不會再回到球場上。希活在季後賽前三戰，平均上場時間為40.3分鐘，繳出場均26.3分、8.3籃板、3.0助攻。爵士靠老將喬·強森替補出發砍下28分，率領爵士以105：98獲勝。兩隊在系列賽取得2-2的平手。在4月30日系列賽的第7場，希活得到26分，爵士以104-91的淘汰了快艇，以4-3結束了季後賽第一輪，但爵士在第二輪四場比賽中以4-0慘遭金州勇士隊淘汰。

### 波士頓塞爾提克（2017−2020）
2017年7月4日，希活透過“玩家論壇報”宣布與波士頓塞爾提克簽約。7月14日，希活與波士頓塞爾提克簽署了一份四年1.28億美元的合同，其中第4年為球員選項。
2017年10月17日，希活第一次代表賽爾提克出賽，在接隊友凱里·厄文的高拋接球跳起時不慎與騎士隊球星勒布朗·詹姆斯相撞，在失去平衡狀況下落下而遭遇了相當嚴重的腳踝傷勢打擊，希活的左腳踝幾乎出現了90度不正常外翻，不論隊友或對手騎士球員都表達關心並為他祈禱。
10月18日上午希活於波士頓完成了左腳的手術，手術非常順利。不幸中之大幸的是，左腳脛骨斷得非常「清脆」，並沒有對韌帶及主要血管造成太大影響。不過希活的经纪人马克·巴特爾斯坦向记者阿德里安·沃納羅斯基透露，希活本赛季复出无望，也宣告整季報銷。
2018年12月2日，客場對決灰狼，海沃德替補出場30分鐘，16投8中，三分球5投4中得到30分，外加8次助攻和9個籃板的準大三元，這不僅是傷癒復出後的第一場30分，也是生涯第一次拿下這種數據。
2019年1月2日，主場對決灰狼，海沃德替補出場31分鐘，18投14中，三分球7投4中拿下賽季新高的35分。
2019年11月6日，塞爾特人作客對陣騎士，海沃德正選上陣33分鐘，20投17中，兩分球更是16投16中，是自歷史球星，威爾特·張伯倫後,第一位球員達成這項成就，海沃德更是平了自己生涯新高的39分。
2019年11月9日，賽爾特人作客對陣馬刺，海沃德第一節因撞到阿德里奇造成無名指骨折，第三天和醫生討論過後決定動手術了無名指骨折正常的缺陣時間是4-6週。

### 夏洛特黃蜂（2020−2024）
2020年11月21日，以4年1億2000萬美金簽約黃蜂。綠衫軍今天正式把海沃德以先簽後換的方式交易給黃蜂,另外附帶兩個未來第二輪的選秀權(給黃蜂),以換取交易例外以及未來有條件的第二輪選秀。海沃德就傳出右手小指骨折的傷情，根據《The Athletic》Shams Charania報導，他已經被放入每日觀察名單。

### 奧克拉荷馬雷霆（2024−2024）
2024年2月8日，黃蜂將海沃德交易至雷霆換取特雷·曼、戴維斯·貝坦斯、瓦西里耶·米齊奇與兩個第二輪的選秀權(給黃蜂)(分別為2024年火箭隊第二輪選秀權與2025年76人隊第二輪選秀權)。
然而，本賽季海沃德在雷霆未有太多的表現機會，雷霆隊執行副總裁兼總經理的山姆·普雷斯蒂更在賽季結束的新聞發布會上承認錯誤，錯過在季中將海沃德交易。海沃德也告訴記者他在雷霆隊的短暫時間，令人失望和令人沮喪。
2024年8月1日，海沃德於個人的社群媒體公開宣布退役，結束其14年的職業生涯。

## 職業生涯數據

### NBA例行賽數據統計
| 賽季    | 球隊           | 出賽 | 先發 | 上場時間 | 投篮命中率 | 三分球命中率 | 罚球命中率 | 篮板 | 助攻 | 抄截 | 阻攻 | 得分 |
| ------- | -------------- | ---- | ---- | -------- | ---------- | ------------ | ---------- | ---- | ---- | ---- | ---- | ---- |
| 2010–11 | 猶他爵士       | 72   | 17   | 16.9     | 48.5       | 47.3         | 71.1       | 1.9  | 1.1  | 0.4  | 0.3  | 5.4  |
| 2011–12 | 猶他爵士       | 66   | 58   | 30.5     | 45.6       | 34.6         | 83.2       | 3.5  | 3.1  | 0.8  | 0.6  | 11.8 |
| 2012–13 | 猶他爵士       | 72   | 27   | 29.2     | 43.5       | 41.5         | 82.7       | 3.1  | 3.0  | 0.8  | 0.5  | 14.1 |
| 2013–14 | 猶他爵士       | 77   | 77   | 36.4     | 41.3       | 30.4         | 81.6       | 5.1  | 5.2  | 1.4  | 0.5  | 16.2 |
| 2014–15 | 猶他爵士       | 76   | 76   | 34.4     | 44.5       | 36.4         | 81.2       | 4.9  | 4.1  | 1.4  | 0.4  | 19.3 |
| 2015–16 | 猶他爵士       | 80   | 80   | 36.2     | 43.3       | 34.9         | 82.4       | 5.0  | 3.7  | 1.2  | 0.3  | 19.7 |
| 2016–17 | 猶他爵士       | 73   | 73   | 34.5     | 47.1       | 39.8         | 84.4       | 5.4  | 3.5  | 1.0  | 0.3  | 21.9 |
| 2017–18 | 波士頓塞爾提克 | 1    | 1    | 5.0      | 50.0       | 0.0          | 0.0        | 1.0  | 0.0  | 0.0  | 0.0  | 2.0  |
| 2018–19 | 波士頓塞爾提克 | 14   | 14   | 26.8     | 39.7       | 30.9         | 80.0       | 5.4  | 3.1  | 1.2  | 0.2  | 10.4 |
| 2019–20 | 波士頓塞爾提克 | 52   | 52   | 33.5     | 50.0       | 38.3         | 85.5       | 6.7  | 4.1  | .7   | .4   | 17.5 |
| 2020–21 | 夏洛特黃蜂     | 44   | 44   | 34       | 47.3       | 41.5         | 84.3       | 5.9  | 4.1  | 1.2  | .3   | 19.6 |
| 2021–22 | 夏洛特黃蜂     | 49   | 48   | 31.9     | 45.9       | 39.1         | 84.6       | 4.6  | 3.6  | 1.0  | .4   | 15.9 |
| 2022–23 | 夏洛特黃蜂     | 50   | 50   | 31.5     | 47.5       | 32.5         | 81.1       | 4.3  | 4.1  | .8   | .2   | 14.7 |
| 生涯    |                | 784  | 621  | 31.1     | 45.5       | 36.9         | 82.5       | 4.5  | 3.5  | 1.0  | .4   | 15.5 |
| 明星賽  |                | 1    | 0    | 17.3     | .571       | .000         | —          | 1.0  | 2.0  | 4.0  | .0   | 8.0  |

### NBA季後賽數據統計
| 賽季    | 球隊           | 出賽 | 先發 | 上場時間 | 投篮命中率 | 三分球命中率 | 罚球命中率 | 篮板 | 助攻 | 抄截 | 阻攻 | 得分 |
| ------- | -------------- | ---- | ---- | -------- | ---------- | ------------ | ---------- | ---- | ---- | ---- | ---- | ---- |
| 2011–12 | 猶他爵士       | 4    | 4    | 30.8     | 18.2       | 8.3          | 100.0      | 2.8  | 3.0  | 0.8  | 0.0  | 7.3  |
| 2016–17 | 猶他爵士       | 11   | 11   | 37.3     | 44.1       | 41.2         | 93.4       | 6.1  | 3.4  | 0.9  | 0.3  | 24.1 |
| 2018–19 | 波士頓塞爾提克 | 9    | 0    | 29.7     | .414       | .375         | 100.0      | 3.7  | 2.4  | .7   | .3   | 9.6  |
| 2019–20 | 波士頓塞爾提克 | 5    | 1    | 31.4     | 40.0       | 29.2         | 87.5       | 4.0  | 2.8  | 1.4  | .4   | 10.8 |
| 生涯    |                | 29   | 16   | 43.0     | .325       | .352         | .950       | 4.6  | 2.9  | .9   | .3   | 15.0 |

## 個人生活
- 在籃球場外，希活是一名狂熱的電競玩家，並曾參與過IGN職業聯賽。他所參與的遊戲包括星海爭霸II、英雄聯盟和部落衝突：皇室戰爭。
- 2017年9月13日，受邀成為英雄聯盟北美地区英雄联盟冠军联赛的特別嘉賓，透露到自己曾到達白金牌位，但賽季期間已掉到白銀。
- 希活與妻子羅賓共育有三女一子。三個女兒分別出生於2015年、2016年7月、2019年。最小的兒子出生於2020年9月。

## 外部連結
- 戈登·海沃德在fiba.basketball（英语）
- 戈登·海沃德在archive.fiba.com（存檔）（英语）
- 戈登·海沃德在NBA官網（英语）
- 戈登·海沃德在Basketball-Reference.com（NBA）（英语）
- 戈登·海沃德在Sports-Reference.com（NCAA）（英语）
- 戈登·海沃德在ESPN（NBA）（英语）
- 戈登·海沃德在Eurobasket.com（球員）（英语）
- 戈登·海沃德在Proballers（英语）
- 戈登·海沃德在RealGM（英语）